# Massimo Milone
Massimo Milone (Napoli, 9 ottobre 1955 – Napoli, 9 maggio 2023) è stato un giornalista italiano.

## Biografia
Laureato in giurisprudenza, collaborò fin da giovane con il quotidiano Avvenire. Entrato in Rai nel 1979, seguì come inviato alcuni dei più importanti avvenimenti della Campania, dalle vicende delle Brigate Rosse al rapimento di Ciro Cirillo, dal terremoto dell'Irpinia del 1980 al caso Maradona - Sinagra.
Dal 2002 al 2008 fu presidente dell'Unione cattolica stampa italiana, essendo subentrato ad Emilio Rossi.
Fu per dieci anni capo redattore centrale del TGR Campania. Realizzò in questa veste il primo Tg nazionale del mattino, Buongiorno Italia, con la collaborazione della sede RAI di Milano.
Fu il responsabile di Rai Vaticano, la struttura della Rai che si occupa di gestire trasmissioni televisive di carattere religioso, in particolare riguardanti la Città del Vaticano.
In seguito al viaggio di Papa Francesco in Brasile, a Rio de Janeiro, per la Giornata Mondiale della Gioventù 2013, Rai Vaticano e Rai 1 in collaborazione con il TG1, realizzarono lo speciale "I ragazzi di papa Francesco".
In occasione della visita pastorale di Papa Francesco a Napoli, il 21 marzo 2015 pubblicò il volume "Napoli. Lettera a Francesco" in cui raccolse sedici epistole indirizzate al pontefice firmate da intellettuali, storici, scrittori e imprenditori partenopei, tra cui Erri De Luca, Luca de Filippo, Aldo Masullo, Andrea Ballabio, Mirella Barracco, Francesco Paolo Casavola e Giuseppe Tesauro.
Con l'inizio del Giubileo straordinario della misericordia ideò lo speciale "Il Giubileo di Francesco", in onda su Rai1.
Seguì successivamente gli storici viaggi del pontefice tra Cuba, Stati Uniti e Messico.
Milone è deceduto improvvisamente il 9 maggio 2023 a 67 anni, a causa di un malore. Il funerale si è tenuto il 10 maggio nella chiesa dell'arciconfraternita dei Pellegrini, presso la Pignasecca, cerimonia celebrata dall'arcivescovo emerito di Napoli Crescenzio Sepe.

## Opere e riconoscimenti
Massimo Milone scrisse sei libri e diversi saggi giuridici. Fu coautore con il teologo Luigi Pignatiello, del volume Le cupole di Napoli (Dehoniane, Roma), ed autore del saggio Giovani, nuovi mestieri ed emarginazione (Il Sole 24 Ore). Pubblicò con Istituto italiano per gli studi filosofici di Napoli, il saggio Carcere e pena. Riconciliazione, l'Utopia Possibile.
Fu vincitore di numerosi premi. Tra gli altri si segnalano il premio Capri San Michele (sezione Giovani) nel 1999, il "Bimillenario Virgiliano", il premio "Città di Sorrento", il premio Napoli Cultura e Progresso, il premio "Cosimo Fanzago" nel 2004 ("per la costante attenzione rivolta ai beni culturali e per un'informazione non di parte"), il premio "Le Anfore" nel 2005, il premio San Gennaro nel 2009 ("guida con mano sicura ed esperta la più complessa struttura editoriale del Mezzogiorno"), il premio giornalistico Orchidea nel 2012, il premio internazionale Capri 2013 ("per aver fatto conoscere meglio, con la sua struttura, l'affascinante personalità di papa Francesco").
Nel 2014 ricevette il prestigioso premio "Buone notizie - Civitas casertana", insieme al direttore del Corriere della Sera Ferruccio de Bortoli e alla vaticanista dell'ANSA Giovanna Chirri.
Ottenne, al Senato della Repubblica presso Palazzo Giustiniani, il premio "Guido Dorso" alla sua 36ª edizione insieme al magistrato Raffaele Cantone. Premio che ha nel suo albo d'oro insigni personaggi del mondo delle istituzioni e della cultura come Giovanni Leone, Pietro Grasso, Giorgio Napolitano e Dominick Salvatore.

## Libri
- La notte di Bartolo, L'Isola dei Ragazzi, Napoli
- Il segreto di Caterina, L'Isola dei Ragazzi, Napoli
- Sulle sponde del fiume Han, L'Isola dei Ragazzi, Napoli
- Pronto? Sono Francesco. Il papa e la rivoluzione comunicativa un anno dopo, Libreria Editrice Vaticana, Roma
- Napoli. Lettera a Francesco, Guida Editori, Napoli
- The American Pope, Libreria Editrice Vaticana, Roma
- Da Francesco a Francesco. Dieci anni di un pontificato innovatore, Casa Editrice Francescana, Assisi